# نيكولاس ميلان
نيكولاس ميلان (بالإسبانية: Nicolás Millán)‏ هو لاعب كرة قدم تشيلي في مركز الهجوم، ولد في 17 نوفمبر 1991 في سانتياغو في تشيلي. شارك مع منتخب تشيلي تحت 17 سنة لكرة القدم. أما مع النوادي، فقد لعب مع تيغري وديبورتيس نافال وكوريكو يونيدو وكولو-كولو.

## وصلات خارجية
- نيكولاس ميلان على موقع قاعدة بيانات كرة القدم.إي يو (الإنجليزية)
- نيكولاس ميلان على موقع Soccerway.com (الإنجليزية)